# Lesbiinae
Lesbiinae là một trong sáu phân họ thuộc họ Chim ruồi (Trochilidae). Phân họ này được chia làm hai tông: Heliantheini gồm 14 chi, và Lesbiini gồm 18 chi.